# 99e division d'infanterie territoriale
Pour les articles homonymes, voir 99e division.
La 99e division d’infanterie territoriale (ou 99e division territoriale, 99e DT) est le nom d'une unité de l’Armée française, active en 1915 et 1916 pendant la Première Guerre mondiale.

## Dates de création et dissolution
- 29 janvier 1915 : ordre de création de la 99e division d’infanterie territoriale
- 16 février 1915 : constitution effective de la division
- 8 août 1916 : ordre de dissolution de la division
- 13 août 1916 : dissolution de la division

## Commandant de la99edivision d'infanterie territoriale
La division est commandée par le général de Lartigue du 3 février 1915 à sa dissolution.

## Composition
- Infanterie[2] :
  - 197e brigade territoriale :
    - 136e régiment d'infanterie territoriale de février 1915 à août 1916
    - 322e régiment d'infanterie territoriale de février 1915 à août 1916

  - 198e brigade territoriale :
    - 261e régiment d'infanterie territoriale de février 1915 à août 1916
    - 282e régiment d'infanterie territoriale de février 1915 à août 1916
- Cavalerie[2] :
  - 1 escadron du 11e régiment de hussards de février 1915 à février 1916
  - 1 escadron du 1er régiment de chasseurs à cheval de février à août 1916
- Artillerie[2] :
  - 1 groupe de canons de 90 du 58e régiment d'artillerie de campagne de février 1915 à août 1916
  - 1 groupe de canons de 95 du 20e régiment d'artillerie de campagne d'avril à novembre 1915
  - 1 groupe de canons de 90 du 51e régiment d'artillerie de campagne d'avril à août 1916
- Génie[3] :
  - Compagnies 5/1 T et 5/51 T du 1er régiment du génie de la fin de l'année 1915 au mois d'août 1916

## Historique
Créée par ordre du 29 janvier 1915, la division est constituée à partir du 16 février 1915 dans la région de Rozay-en-Brie. Rattachée au gouvernement militaire de Paris (GMP), elle effectue à partir du 27 février des travaux défensifs entre l'Ourcq et la Seine, tout en continuant son instruction. Le 4 juillet, la division part pour la région de Louvres et commence le 11 juillet des travaux défensifs dans la zone nord du camp retranché de Paris.
Le 31 août, la division est rattachée à la VIe armée. Elle embarque à Louvres par voie ferrée vers Corbie dans la Somme. Elle est chargée de préparer les défenses du secteur de Warloy-Baillon et Vadencourt.
Le 25 septembre, la 99e DT est détachée auprès du 3e corps de la VIe armée. Elle rejoint la ligne de front dans le secteur au nord d'Herleville et Maucourt, qu'elle tient du 27 septembre 1915 au 1er février 1916.
Le 1er février 1916, la division quitte le 3e corps d'armée et, toujours rattachée à la VIe armée, est retirée du front. Après avoir effectué des travaux entre la Somme et l'Ancre, elle part le 19 février à l'instruction vers Gentelles. Le 3 mars, la 99e DT est rattachée au 1er corps d'armée colonial de la VIe armée et effectue des travaux dans la zone entre les VIe et Xe armées.
Le 7 août, la 198e brigade est mise à la disposition du 35e corps d'armée. Par ordre du 8 août 1916, la division est dissoute le 13. Les quatre régiments d'infanterie deviennent indépendants, l'escadron de chasseurs à cheval est dissous et les deux groupes d'artillerie rejoignent deux autres divisions.